# Gessato

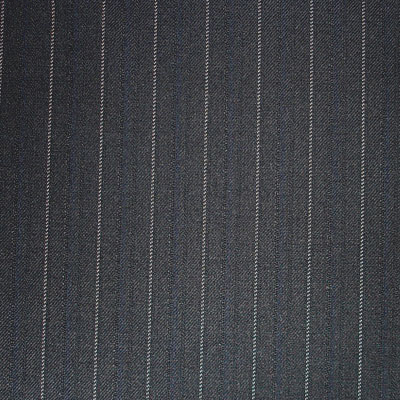

Il gessato è un motivo costituito da righe verticali larghe quanto uno spillo. Nato sul finire del diciannovesimo secolo, raggiunse il suo massimo grado di popolarità negli anni 1930. Deve il suo nome al fatto che siccome normalmente si parla di righe bianche o bianco sporco su sfondo scuro, è simile al gesso su una lavagna.

## Chalk stripe
Il chalk stripe è una versione molto meno evidente del gessato, oggi molto più popolare rispetto al gessato normale, consiste in righe di un colore  molto simile allo sfondo.

## Cachemire stripe

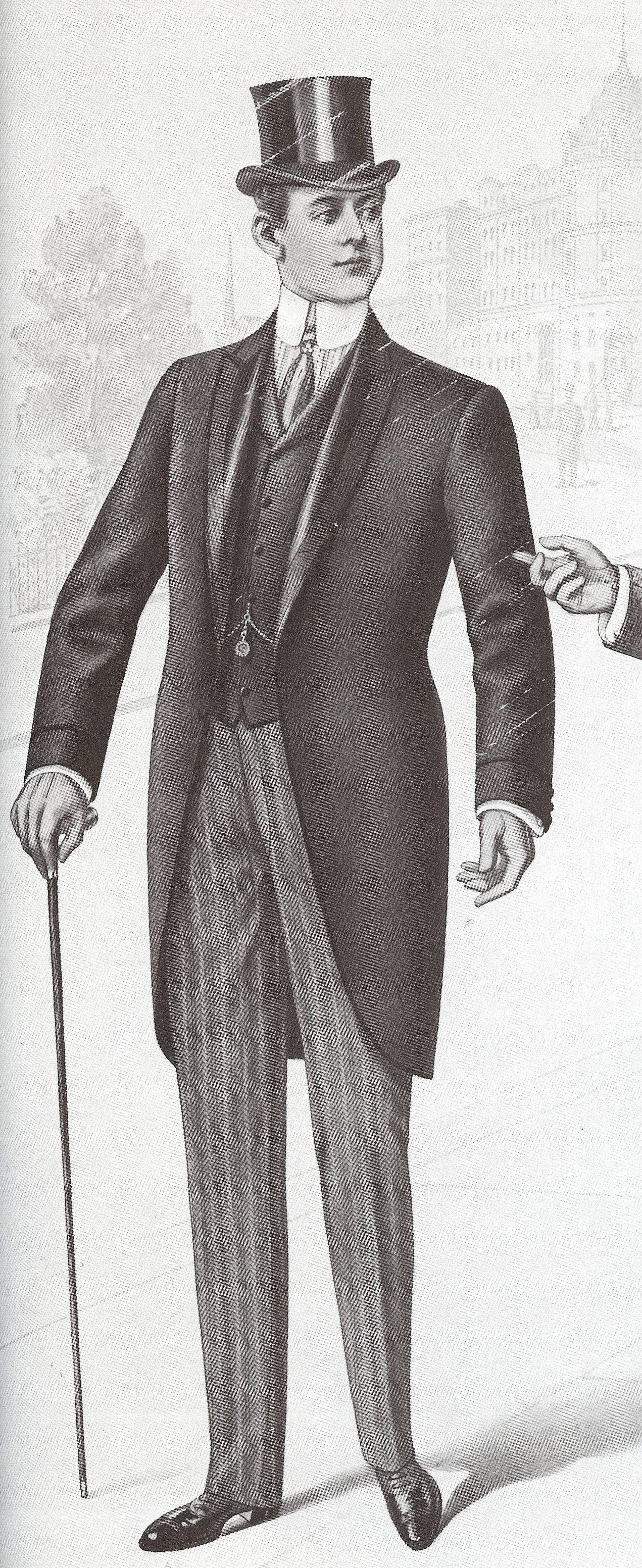
Un esempio dell'uso del cachemire stripe nel tight

È un'altra variante del gessato, ove però le righe larghe  quasi un centimetro e molto più scure dello sfondo. Le righe sono attraversate poi da una riga dello stesso colore dello sfondo sottile un centesimo di millimetro, oggi si può vedere solo nel tight, ma andava di moda nel primo Novecento, si chiama così perché si ricavava dal cachemire, ma oggi si ricava anche da altre lane.

## Pencil stripe
Come dice il nome sono larghe quanto la riga lasciata da una matita, e possono essere di altri colori oltre al bianco e al bianco sporco, come rosa, giallo, e color ruggine